# Sedliště (Moravia-Slesia)
Sedliště (in polacco Rzepiszcze, in tedesco Sedlischt) è un comune della Repubblica Ceca facente parte del distretto di Frýdek-Místek, nella regione della Moravia-Slesia.